# Граничная (приток Шлины)
Грани́чная — река в Тверской области. Длина 49 км, правый приток Шлины. Принадлежит к бассейну Балтийского моря. Площадь водосборного бассейна — 612 км².
Рядом с рекой находится посёлок Фирово, центр Фировского района Тверской области, а также большое село Рождество.
Вытекает из озера Граничное на Валдайской возвышенности. Высота истока — 221 м над уровнем моря.
На всём протяжении Граничная — быстрая и извилистая река с каменистыми перекатами в русле. Ширина 5-20 метров, по берегам леса, иногда заболоченные.
Основные притоки: Тихменка (справа в 46 км от устья), Жабенка (слева в 33 км от устья), безымянный ручей, протекающий через Фирово (справа в 30 км от устья), и Губаревка (слева в 28 км от устья).
Река пользуется популярностью у туристов-водников, главным образом как начало похода по Шлине.